# Bedřich Macek
Bedřich Macek (23. listopad 1902 Nový Hradec – ?) byl členem ilegální odbojové organizace Dr. Eduard Beneš. V 50. letech 20. století byl souzený ve veřejném politickém monstrprocesu Kolín, Weiland a spol.

## Život a činnost
Narodil se 23. listopadu 1902 v Hradci Králové. Vyučil se automechanikem. Po dokončení školy byl zaměstnán jako automechanik v továrně. Po vojně pracoval jako automechanik v podniku Brůna. Poté získal práci jako garážmistr ČSD v Hradci Králové, kde zůstal až do svého zatčení roku 1950. Nebyl v žádné politické straně, ani nevykonával politickou funkci, pouze byl členem ROH.

### Zatčení, obžaloba, rozsudek
Bedřich Macek byl obviněn z trestného činu velezrady, vyzvědačství a spoluviny na zločinu loupeže. Konkrétně byl viněn z toho, že se stal členem protistátní organizace Dr. Eduard Beneš, kterou vedl Bedřich Judytka. Podle obžaloby také umožnil skupině scházet se v místnostech ČSD v Hradci Králové. Podle vyšetřovatelů také vybudoval vlastní protistátní skupinu v Hradci Králové a Pardubicích a těmto skupinám dával rozkazy k zřizování ilegálních trojek a odposlouchávání telefonických hovorů. Byl odsouzen k trestu odnětí svobody na doživotí. Byl mu uložen peněžní trest ve výši 30 000 Kčs a došlo ke konfiskaci celého jeho majetku. Také ztratil čestná práva občanská na dobu 10 let.

### Vězení, osud a propuštění
Bedřich Macek nastoupil k výkonu trestu 5. května 1950. Do roku 1953 byl vězněn v Leopoldově, následně byl převezen do NPT Ostrov, kde strávil tři roky. V červenci 1956 byl převezen do Příbrami, kde zůstal do roku 1961. Zbytek trestu si odpykával ve věznici v Leopoldově.
Žádal o milost prezidenta republiky a také o snížení trestu. Trest odnětí svobody na doživotí mu byl snížen na dvacet pět let na základě amnestie prezidenta republiky z 4. května 1953.
Bedřich Macek žádal spolu s Janem Přibylem a Antonínem Hošnou v roce 1955 o přezkoumání procesu Státního soudu z roku 1950. Jejich žádost byla zamítnuta jako nepodložená. Také žádal o amnestii prezidenta republiky v letech 1960 až 1962, ale obě žádosti byly zamítnuty. V roce 1963 mu byl snížen trest o osm let na základě rozhodnutí prezidenta republiky. Následující rok byl Bedřich Macek podmíněně propuštěn. O jeho žádosti rozhodoval soud v Trnavě ve veřejném zasedání 12. května 1964.